# بيتر إنغهام
بيتر إنغهام (28 سبتمبر 1956 - ) (بالإنجليزية: Peter Ingham)‏ هو لاعب كريكت بريطاني.